# The Neon Judgement
The Neon Judgement was een Belgische band die vooral in de jaren '80 in eigen land populair was.
De groep ontstond in Leuven en werd opgericht in 1981 door Dirk DaDavo en TB Frank.
Hun vroege werk was geïnspireerd door de elektronische muziek van Suicide en Kraftwerk. Vanaf hun derde langspeler Mafu Cage (1986) gingen rockinvloeden een grotere rol spelen, en op The Insult (1990) waren zelfs opvallend veel country-elementen te horen, zij het mét behoud van de elektronische basis.
Toch wordt de groep vooral herinnerd vanwege het vroege werk. Samen met Front 242 worden zij beschouwd als de pioniers van het genre dat bekend werd onder de naam electronic body music, of electrowave. Dit genre was ook indirect verantwoordelijk voor de new beat in 1988.
In de jaren '90 nam de populariteit van de groep af, maar The Neon Judgement bleef optreden. De groep kwam in 2009 nog met een nieuw album, Smack. In 2015 besloot de groep er na 35 jaar mee op te houden. In april 2015 verscheen de verzamelbox Time Capsule (1980-2015) in een beperkte oplage van 500 exemplaren. Met hun afscheidstournee TNJ Farewell Tour - Time Capsule Concerts zette de groep definitief een punt achter haar carrière.

## Discografie
Overzicht van de albums van The Neon Judgement:
- 1981-1984 (1985)
- Mbih! (1985)
- Mafu Cage (1986)
- Horny as hell (1987)
- Blood and thunder (1989)
- The insult (1990)
- Are you real (1991)
- At Devil's fork (1995)
- Dazsoo (1998)
- Smack (2009)
- Early Tapes (2011)
- Time Capsule 1980-2015 (2015) (verzamelbox met Best of-cd/lp/dvd in gelimiteerde oplage: 500 copies)